# Vladimir Lobanov
Vladimir Vladimirovič Lobanov (rusky Владимир Владимирович Лобанов; 26. prosince 1953 Moskva – 29. srpna 2007 Moskva) byl sovětský rychlobruslař.
V roce 1974 se poprvé představil na Mistrovství světa juniorů, kde se umístil na páté příčce. Roku 1977 již startoval na seniorských šampionátech, na evropském i světovém vícebojařském skočil devátý. O rok později byl v obou soutěžích shodně pátý, což bylo také jeho nejlepší umístění. Na Zimních olympijských hrách 1980 získal v závodě na 1000 m bronzovou medaili, na patnáctistovce dobruslil na osmém místě. V dalších dvou letech se představil na světových sprinterských šampionátech, nejlépe byl pátý v roce 1981. Poslední závody absolvoval na konci roku 1983.